# Mizuki Noguchi
Mizuki Noguchi (野口みずき?, Noguchi Mizuki; Kanagawa, 3 luglio 1978) è una maratoneta giapponese, che vinse la medaglia d'oro alle Olimpiadi di Atene 2004.

## Biografia
Inizia a correre nella prima adolescenza e mentre frequenta la Ujiyamada Commercial High School entra nella squadra nazionale di atletica, correndo le distanze dei 3000 metri e delle staffette lunghe.
Dopo aver vinto la mezza maratona di Inuyama nel 1999, si concentra sulle distanze lunghe. In quella specialità si classifica seconda nel ranking mondiale, e nel 2001 vince la all-Japan corporate league. Nelle gare corse fino al 2004, partecipa a 24 mezze maratone, vincendone 14 e finendo solo due volte dietro ad una connazionale.
Debutta sui 42 km e 195 metri alla maratona di Nagoya 2002, che vince. Con 2h:21:18 vince la maratona di Osaka nel gennaio 2003 e stabilisce il secondo tempo giapponese di sempre.
Quello stesso anno è medaglia d'argento mondiale, mentre la stagione seguente vince l'oro olimpico ad Atene. Nel suo palmarès figura anche la maratona di Berlino 2005.

## Palmarès
| Anno | Manifestazione             | Luogo     | Evento      | Risultato | Tempo    | Note |
| ---- | -------------------------- | --------- | ----------- | --------- | -------- | ---- |
| 2000 | Mondiali di mezza maratona | Veracruz  | Individuale | 4ª        | 1h11'11" |      |
| 2001 | Mondiali di mezza maratona | Bristol   | Individuale | 4ª        | 1h08'23" |      |
| 2002 | Mondiali di mezza maratona | Bruxelles | Individuale | 9ª        | 1h09'43" |      |
| 2003 | Mondiali                   | Parigi    | Maratona    | Argento   | 2h24'14" |      |
| 2004 | Giochi Olimpici            | Atene     | Maratona    | Oro       | 2h26'20" |      |
| 2013 | Mondiali                   | Mosca     | Maratona    | dnf       | dnf      |      |

## Campionati nazionali
2001
- Bronzo ai campionati giapponesi, 10000 m piani - 31'51"13

2003
- 5ª ai campionati giapponesi, 10000 m piani - 31'59"28

## Altre competizioni internazionali
2005
- Oro alla Maratona di Berlino ( Berlino) - 2h19'12"

2011
- 5ª alla Zevenheuvelenloop ( Nimega), 15 km - 50'25"

2015
- 6ª alla Mezza maratona di Lisbona ( Lisbona) - 1h19'07"